# Luz María Aguilar
Luz María Aguilar Torres (Ojinaga, Chihuahua, México, 26 de marzo de 1935), es una actriz mexicana. Especialmente en la llamada Época de Oro del cine mexicano, es conocida por sus participaciones en películas como Las nenas del siete (1955), con Manolín y Shilinsky, Soy un golfo (1955), con Adalberto Martínez "Resortes", Vivir del cuento (1960) con Germán Valdés "Tin-Tan" y Dos meseros majaderos (1966), con Viruta y Capulina.

## Biografía
Se inició como actriz en la década de 1950. Trabajó en cine, teatro y televisión, además de hacer telenovelas. Formó parte, durante más de ocho años, de la serie cómica Hogar dulce hogar, al lado de Sergio Corona, José Gálvez y Begoña Palacios.

## Filmografía

### Televisión
- Amor amargo (2024) ... Delirio Valdez
- Tierra de esperanza (2023) ... Natividad «Nany» Páramo[1]
- Te doy la vida (2020) ... Isabel Armida vda. de Rioja
- Amores con trampa (2015)... Doña Perpetua Sánchez
- Ni contigo ni sin ti (2011)... Doña Natalia Armenta de Cortázar[2]
- Alma de hierro (2008-2009) ... Matilde "Mimicha" de la Corcuera Vda. de Jiménez[3]
- Yo amo a Juan Querendón (2007-2008)... Pepita Pomposo[4]
- La fea más bella (2006-2007)... Irma Ramírez "Irmita"
- Rubí (2004)... Sra. Treviño
- Clap... El lugar de tus sueños (2003-2004)... Ofelia Montemayor
- Navidad sin fin (2001-2002)... Blanca
- Cuento de Navidad (1999-2000)... Doña Petra
- El niño que vino del mar (1999)... Sofía Rodríguez Cáceres de Rivera
- Vivo por Elena (1998)... Abril
- Una luz en el camino (1998)... Clara González de Alba
- Corazón salvaje (1993-1994)... Condesa Catalina Montero Vda. de Altamira
- Aprendiendo a vivir (1984)... Amada
- Vamos juntos (1979-1980)... Isabel
- Amarás a tu prójimo (1973)
- El profesor particular (1971)... Mónica
- Cosa juzgada (1970)
- Concierto de almas (1969)
- Cárcel de mujeres (1968)
- La duda (1967)... Doctora Laura
- Cuna vacía (1967)
- El ídolo (1966)
- Tú eres un extraño (1965)... Elena
- La intrusa (1964)
- La sombra del otro (1963)
- El enemigo (1961)
- María Guadalupe (1960)

### Series
- La rosa de Guadalupe (2012)
  - "Miss Chiquitita" - Silvia
  - "La manzana envenenada - Pura
- Como dice el dicho (2012)  - Margarita
- Mujeres asesinas (2010)
  - "Las Blanco, viudas"
- Mujer, casos de la vida real (1989-2007) (Tres episodios)
- Los papás de mis papás (1994)
- Hogar dulce hogar (1974-1982)... Luz María Aguilar "Lucha" - "La Bodoquito"

### Cine
- El secuestro del símbolo sexual (1995)
- Supervivientes de los Andes (1976)... Sra. Madero
- Las fuerzas vivas (1975)
- Laberinto de pasiones (1975)
- Fútbol México 70 (1970)... Madre de Martín
- Al fin a solas (1969)
- Pax? (1968)
- Dr. Satán y la magia negra (1968)
- Cómo pescar marido (1967)
- Dos meseros majaderos (1966)
- Pistoleros del oeste (1965)
- La maldición de mi raza (1965)
- El mundo de las drogas (1964)
- El norteño (1963)
- Estos años violentos (1962)
- Las recién casadas (1962)
- El caballo blanco (1962)
- La furia del ring (1961)
- Las cosas prohibidas (1961)
- Matrimonios juveniles (1961)
- Mujeres engañadas (1961)
- Ojos tapatios (1961)
- La diligencia de la muerte (1961)
- La llorona (1960)
- ¡Qué bonito amor! (1960)
- Mundo, demonio y carne (1960)
- El último mexicano (1960)
- Vivir del cuento (1960) (como Luz Mª Aguilar)
- Manicomio (1959)... Beatriz; Laura, paciente
- Siete pecados (1959) (como Luz Mª Aguilar)
- Pistolas de oro (1959)
- El águila negra contra los enmascarados de la muerte (1958)
- Mujeres encantadoras (1958)
- El águila negra en la ley de los fuertes (1958)
- Vainilla, bronce y morir (Una mujer más) (1957)
- Juventud desenfrenada (1956)... Rosa Lara
- Caras nuevas (1956)
- Con quién andan nuestras hijas (1956)... Cristina Lozano
- Soy un golfo (1955)
- Las nenas del siete (1955)
- Maldita ciudad (1954)

### Teatro
- Lecho nupcial (1982) con Joaquin Cordero
- Maduras, solteras & desesperadas (2019)[5]

## Premios

### Agrupación de Críticos y Periodistas de Teatro (ACPT)
| Año  | Categoría                   | Obra                                        | Resultado |
| ---- | --------------------------- | ------------------------------------------- | --------- |
| 2014 | Mejor Co-actuación Femenina | El curioso incidente del perro a medianoche | Ganadora  |

### Premios TVyNovelas 2015
- Premios TVyNovelas 2015 "Reconocimiento a una vida de telenovela"[7]

### Premios ACE
| Año  | Categoría            | Telenovela     | Resultado |
| ---- | -------------------- | -------------- | --------- |
| 2009 | Mejor primera actriz | Alma de hierro | Ganadora  |